# 眭燁
眭燁（1496年—？），字子蘊，號東原，直隸鎮江府丹陽縣人，民籍，明朝政治人物。

## 生平
嘉靖七年（1528年）戊子科應天府鄉試第一百十一名舉人。嘉靖八年（1529年）聯捷己丑科會試第二百四十一名，登第三甲第六十六名進士。授户科給事中，因病，起复給事中，丁憂歸。复除左給事，以病家居。

## 家族
曾祖眭綱；祖父眭灝；父眭仲德，曾任縣丞。前母丁氏；朱氏。